# Jogos Mundiais de 2017
Os Jogos Mundiais de 2017 foram realizados na cidade de Wroclaw, Polônia. Esse evento é caracterizado pela presença de esportes reconhecidos pelo Comitê Olímpico Internacional, que não fazem parte do programa olímpico. Será a terceira vez que este evento acontecerá em um país da Europa.
A Rússia terminou em primeiro lugar no quadro de medalhas da edição, seguida da Alemanha e da Itália. O Brasil ficou em 16.º — cinco posições a menos que na edição anterior. Ao todo foram sessenta e três delegações nacionais medalhadas. Os jogos terminaram em 30 de julho com a maior quantidade de esportistas da história (3168) e a segunda maior quantidade de delegações (102, uma a menos que em Cáli 2013). O maior medalhista individual do evento foi a patinadora colombiana Fabiana Arias com cinco medalhas — três outros e duas pratas.

## Processo de licitação
Quatro cidades manifestaram interesse em sediar os Jogos de 2017. Após o exame dos arquivos, a aplicação de Gênova, Itália não foi levada para a próxima etapa. As cidades candidatas foram anunciadas pela IWGA em Agosto de 2011. Elas são:
- Budapeste
- Cidade do Cabo
- Wroclaw

Apenas alguns dias antes da cerimônia de premiação a Cidade do Cabo retirou sua candidatura por razões financeiras. A decisão final foi anunciada por Ron Froehlich, Presidente da Associação Internacional dos Jogos Mundiais em 12 de Janeiro de 2012, em Lausanne. A 10ª edição dos Jogos Mundiais foi atribuída a Wroclaw.

## Modalidades
Legenda 1: Entre parentêsis, o número de medalhas de ouro distribuídas pela modalidade.
| Dança e arte - Dança esportiva (4) - Ginástica acrobática (5) - Ginástica aeróbica (5) - Ginástica de trampolim (6) - Ginástica rítmica (4) - Patinação artística (4) Esportes com bola - Caiaque polo (2) - Corfebol (1) - Handebol de praia (2) - Punhobol (2) - Squash (2) - Lacrosse (1) - Floorball (1) | Artes marciais - Caratê (12) - Jiu-jitsu (22) - Sumô (6) - Muay thai (11) Esportes de precisão - Bilhar (4) - Boliche (4) - Bocha (10) - Tiro com arco (7) Esportes de força - Cabo de guerra (3) - Levantamento de peso básico (8) Esportes de resistência ou velocidade - Patinação inline de velocidade (10) | Esportes de orientação - Hóquei sobre patins (1) - Natação com nadadeiras (14) - Orientação (5) - Salvamento (16) - Ultimate frisbee (1) Esportes de vanguarda - Paraquedismo (3) - Escalada (6) - Esqui aquático (6) Exibição - Futebol americano (1) - Kickboxing (12) - Autopista (motociclismo) (1) - Remo seco (6) |